# Gravenberg (Langenfeld)
Gravenberg (Langenfeld) heißt eine Ortslage im Stadtteil Wiescheid der Stadt Langenfeld an der Stadtgrenze zu Solingen.

## Geografie der Ortslage
Gravenberg liegt zwischen der B 229 im Norden, Gladbach im Westen, dem Wenzelnberg im Süden sowie der 1867 durch die Bergisch-Märkische Eisenbahn-Gesellschaft gebauten Bahnstrecke Gruiten–Köln-Mülheim. im Osten. Letztere trennt Gravenberg von Rupelrath mit seiner baugeschichtlich bedeutenden Kapelle St. Reinoldi. Die Ortslage erstreckt sich nördlich und östlich des Wenzelnbergs auf relativ ebenem Gelände und ist nur mit dem Landhotel Lohmann Gravenberg sowie mit Platz und Vereinsheim des Fußballvereins Gravenberger SV 06 bebaut.

## Der Name der Ortslage
Wie der Name vermuten lässt, dürfte Gravenberg einst zu den Besitzungen von Haus Graven gehört haben. Schon 1620 werden im Zusammenhang mit dem Hofgericht Graven der in der Nähe liegende Hof von Heinrich Velthausen in Feldhausen sowie der Gladbacher Hof als zum Hofverband des grundherrlichen Oberhofs von Haus Graven genannt. Ebenfalls diesen Zusammenhang lässt eine Urkunde vom 9. Dezember 1665 über die Grenzen der groben Jagdgerechtigkeit vermuten, in der Erbbüsche, Benden und Wiesen längst der Harth (Hardt) als zu Haus Graven gehörend ausgewiesen werden. Da auch Rupelrath mit der Reinoldi-Kapelle ausdrücklich als zum Jagdgebiet gehörend bezeichnet ist, dürfte Gravenberg Teil des Besitzes von Haus Graven gewesen sein. Ein Bezug zur Sage vom versunkenen Schloss (siehe: Hapelrath) ist dagegen spekulativ.

## Hotel Gravenberg

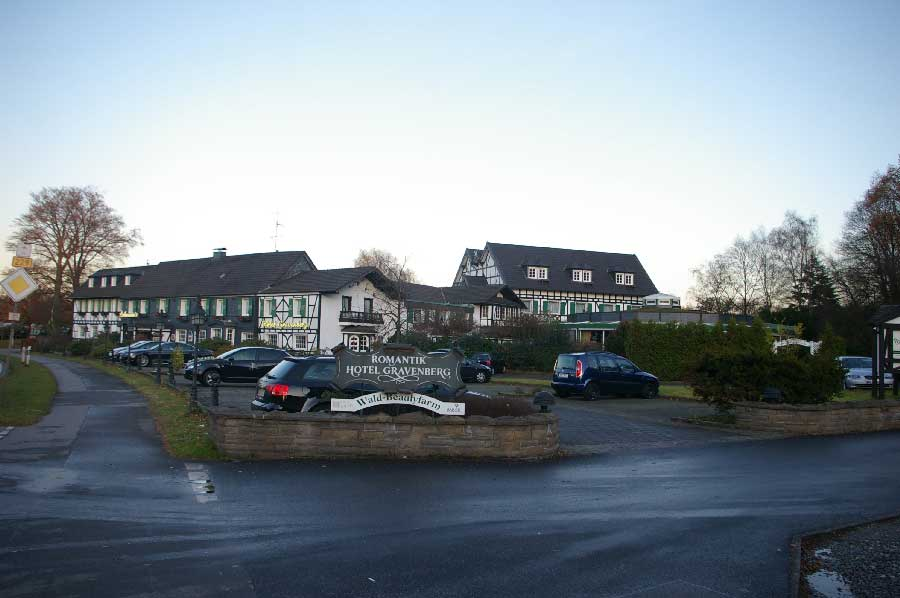
Hotel Lohmann Gravenberg in Langenfeld

Das Hotel Gravenberg wird inzwischen in der achten Generation durch die Familie Lohmann geführt. Aus seiner Geschichte:
- 1774 richtete Friedrich Wilhelm Lohmann zusätzlich zur Landwirtschaft eine Pferdevorspannstation ein, um schweren Kutschen den steilen Anstieg nach Solingen-Aufderhöhe zu ermöglichen. Je zwei Pferde pro Kutsche zusätzlich zogen die Fracht bergan[2].
- 1816 zählte Gravenberg 9 Einwohner
- 1871 begingen Langenfelder Schüler und Lehrer am 2. September, darauf jedes Jahr bis 1882, auf dem Wenzelnberg den Sedanstag anlässlich der Gefangennahme Napoleons III im Jahre 1870. Die anschließende Feier fand jeweils im Saale Gravenberg statt.
- 1883 werden nach einer Erhebung 13 Wirte in Langenfeld mit Tanzlustbarkeiten geführt. Die Gaststätte Lohmann gehörte hierzu.
- 1901 zählte der Saal Lohmann zu den Impfbezirken in Langenfeld. Dort wurden Wiescheider etwa gegen Cholera, Pocken und Diphtherie geimpft. Besonders im 19. Jahrhundert waren Epidemien noch ein weit verbreitetes Problem in Europa.
- 1903 erfolgte die Elektrifizierung der Ortslage.
- 1913 fand im Saale Lohmann die Aufführung der Operette "Das weiße Rößl" des Theater-Vereins Othello statt.
- 1914 wurde erstmals der Arbeiter-Gesangsvereins „Morgenroth“ im Saale Lohmann genannt.
- 1919 diente der Saal Lohmann als Ausweichquartier für die Wiescheider Grundschule, nachdem in dem dortigen Gebäude schottische Besatzungstruppen aufgrund des verlorenen Ersten Weltkriegs einquartiert waren.
- 1920 signalisierte eine rote Laterne an der Türe dem Fahrer der Straßenbahn von Immigrath nach Ohligs, dass noch ein außerplanmäßiger Halt an der Gaststätte einzulegen war, um einen letzten Gast mitzunehmen. Der Fahrer kehrte entweder auf ein Getränk ein oder aber bimmelte ein paar Mal, um den Gast zum Aufbruch zu bewegen[3].
- 1923 fand anlässlich des 50-jährigen Berufs-Jubiläums des Schleifers August Theis im Saale Lohmann ein Konzert mit anschließendem Festball statt. Ausrichter waren der Männergesangsverein Frohsinn sowie der Arbeiter-Gesangsverein „Morgenroth“
- 1941 führte die Dorfgemeinschaft Gladbach am 22. Februar das Mundart-Theaterstück "Dä Schliekefänger" (Der Schlaumeier) des Wiescheider Heimatdichters Karl Storsberg (1913–1944) auf.

## Gravenberger SV 06

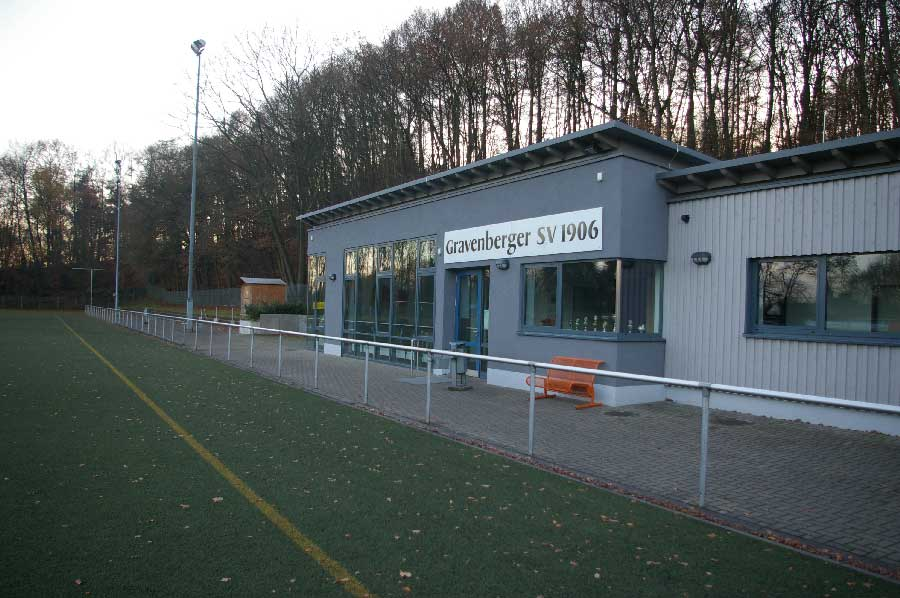
Vereinsheim des Gravenberger SV von 1906 in Langenfeld

Der Verein Gravenberger SV 06 wurde 1906 als Ballspielverein 06 Landwehr gegründet. Er fusionierte 1933 mit dem Wiescheider Turnverein. Dieser richtete nach Fertigstellung der Turnhalle 1963 eine eigene Turnabteilung ein, die jedoch den gemeinsamen Verein wieder verließ und sich erneut als Wiescheider Turnverein 1897 selbständig machte. (Dessen Eigenständigkeit endete übrigens 1986 im Zusammenschluss mit dem Volleyball-Club Gutenberg von 1969 zum WTC/VCG 1897/1969 Langenfeld e. V.) Der ehemalige TBV Landwehr 06 bestreitet heutzutage seine Fußballspiele unter dem Vereinsnamen Gravenberger SV 06 auf dem Platz östlich des Wenzelnbergs.